# Sua cuique sunt vitia
Sua cuique sunt vitia лат.(изговор: суа куикве сунт виција.) Свако има своје мане. (Квинтилијан)

## Поријекло изреке
Ову изреку је изрекао Марко Фабије Квинтилијан (лат. Marcus Fabius Quintilianus) један од најчувенијих школованих римских беседника у првом вијеку нове ере.

## Значење
Не постоји човјек без мана. Мана је једнa од људских својстава .